# Glaskubus (Mahnmal in Mannheim)

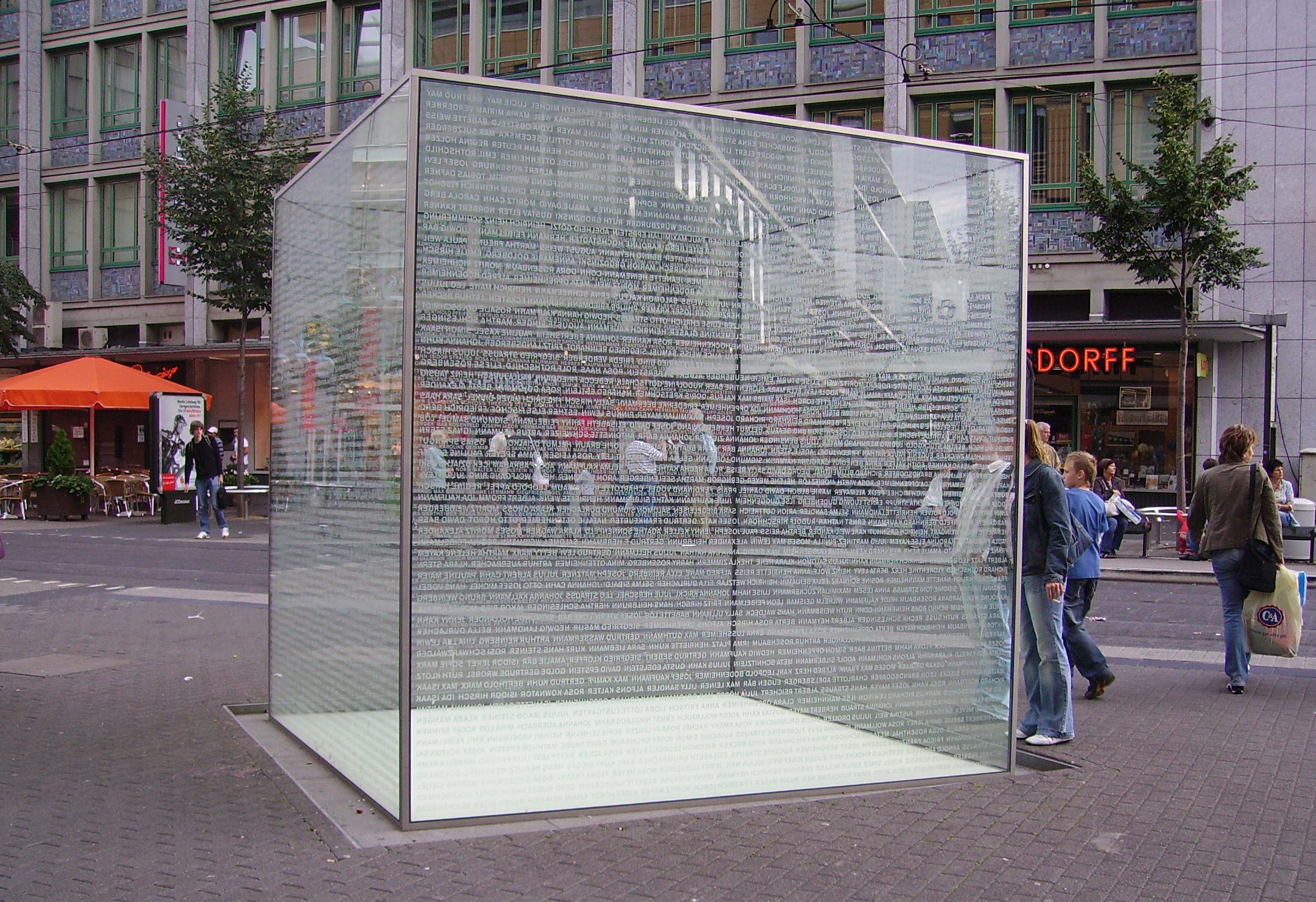
Glaskubus vor Quadrat P2

Der Glaskubus ist ein modernes Mahnmal in der Fußgängerzone von Mannheim, das aus Glas besteht und die Form eines Würfels besitzt. Der Glaskubus wurde als lokales Denkmal für die jüdischen Opfer des Nationalsozialismus aus Mannheim von dem in Freiburg im Breisgau lebenden Bildhauer Jochen Kitzbihler entworfen und im Jahr 2003 auf den Planken mitten im Fußweg vor dem Quadrat P2 errichtet.

## Anlage

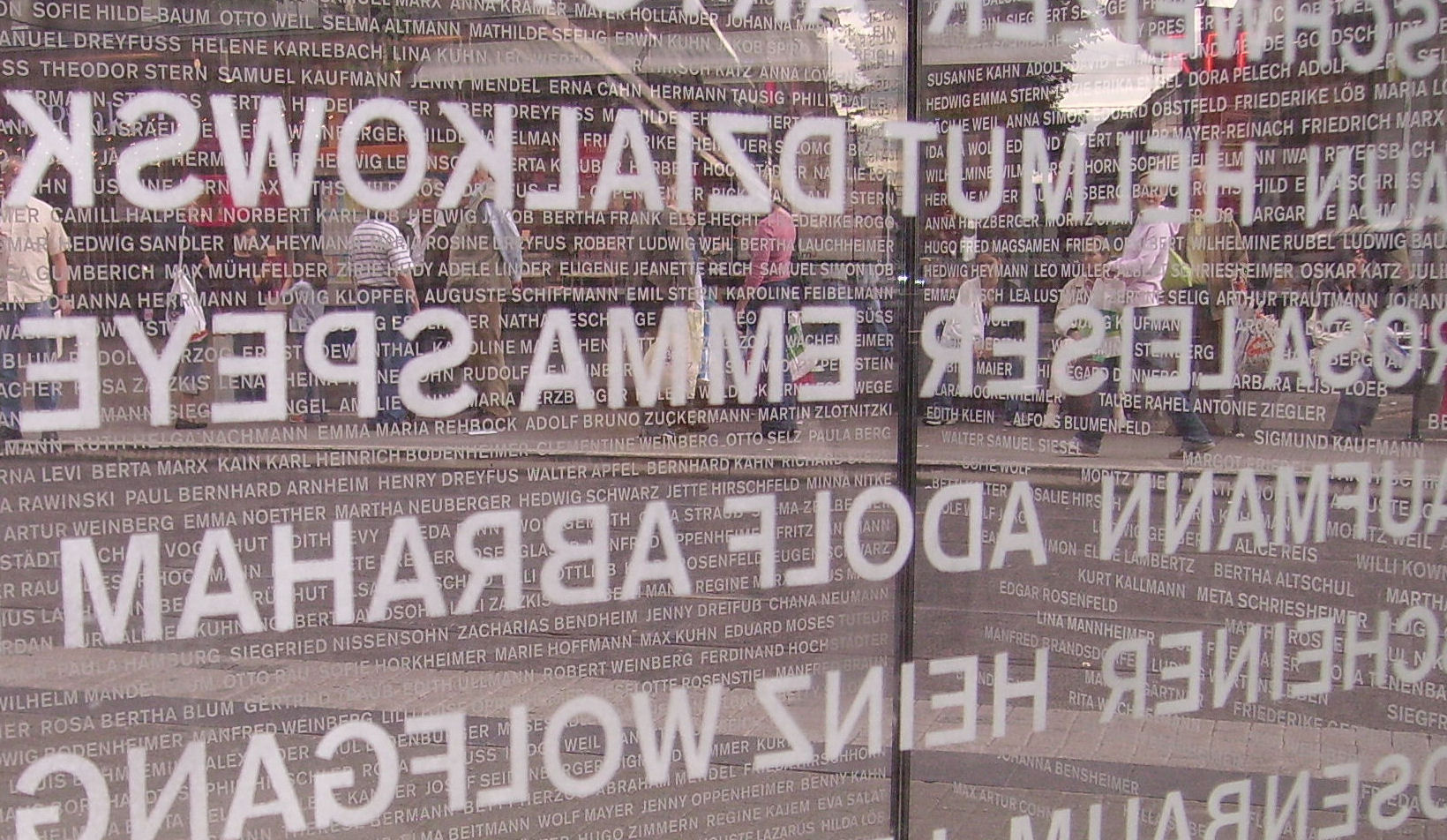
Inschrift

Das Mahnmal besteht aus einem gläsernen Kubus mit drei Meter Kantenlänge, der hohl und durchsichtig ist und bei Dunkelheit beleuchtet wird. Der Würfel ist zum Verlauf der Planken horizontal um 45 Grad gedreht, so dass eine Achse zum Mittelpunkt des Paradeplatzes weist. Die vier senkrechten Seitenscheiben tragen 2280 Namen, die von innen eingraviert sind und deshalb außen in Spiegelschrift erscheinen. Einerseits lässt die Aufzählung absichtlich keine Systematik erkennen, andererseits sind die Namen nur durch eine Scheibe hindurch auf der jeweils gegenüberliegenden Innenseite des Würfels in Normalschrift zu lesen. Diese Konzeption will Passanten zum Innehalten und Nachdenken anregen. Eine daneben im Straßenpflaster eingelassene Tafel erläutert, dass es sich um die Namen der jüdischen Bürger von Mannheim handelt, die dem Nationalsozialismus zum Opfer gefallen sind.

## Geschichte

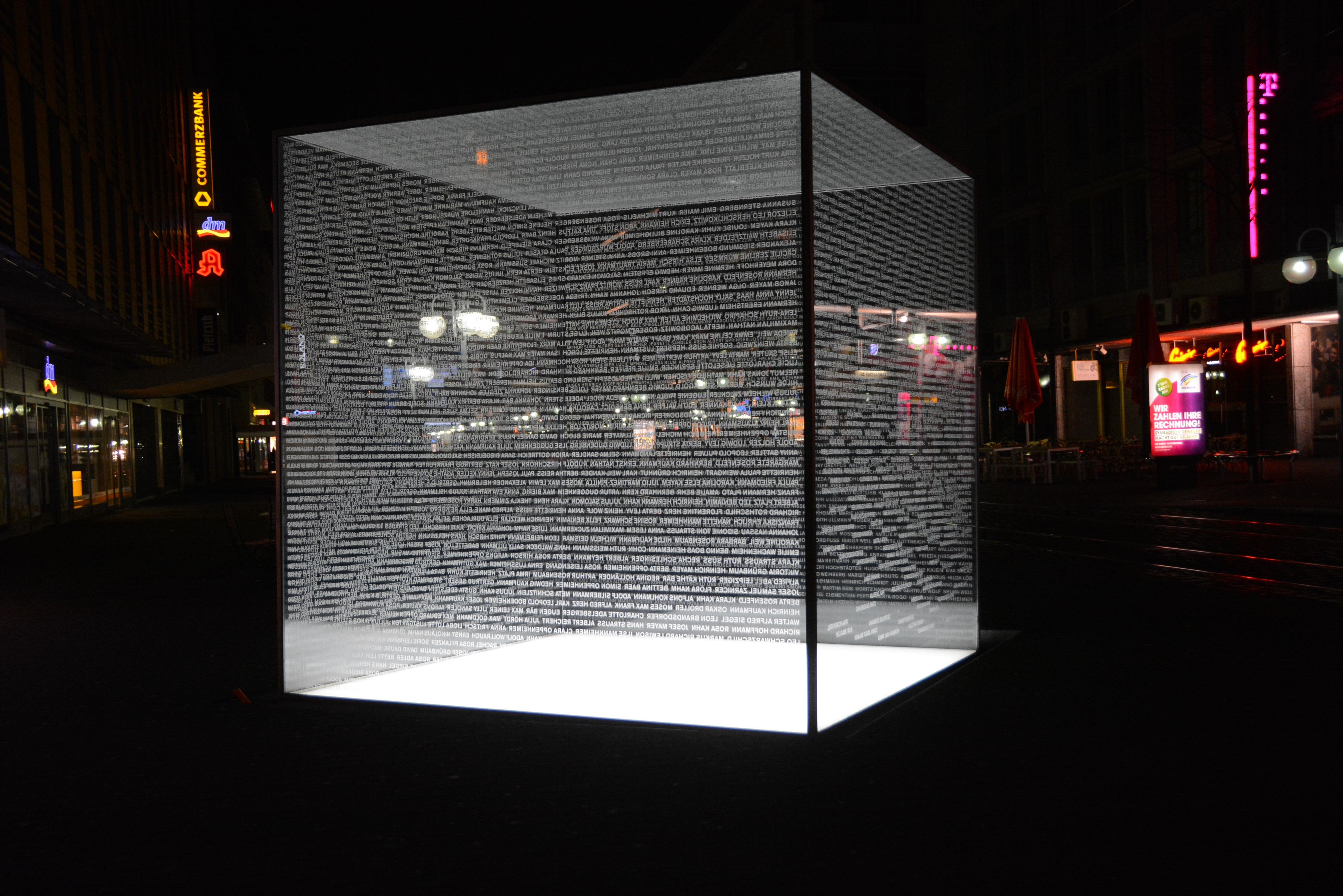
Kubus bei Nacht

Mannheim hatte bereits vor der Erhebung zur Stadt zu Beginn des 17. Jahrhunderts ein reiches jüdisches Leben, das großen Einfluss auf die wirtschaftliche, soziale und kulturelle Entwicklung der Stadt nahm. 1930 umfasste die jüdische Gemeinde über 6000 Mitglieder, das waren mehr als 5 % der Bevölkerung. Von den 1244 jüdischen Betrieben, die es vor der Machtergreifung der Nationalsozialisten gab, blieben bis zum 1. März 1939 noch 64 übrig, d. h., sie waren noch rentabel bzw. noch nicht „arisiert“. Die zahlenmäßig größten Deportationen von jüdischen Mannheimern gab es im Rahmen der Wagner-Bürckel-Aktion im September 1940.
Nach bescheidenen Anfängen nach dem Zweiten Weltkrieg mit einer kleinen Synagoge in der Maximiliansstraße umfasst die jüdische Gemeinde in Mannheim heute wieder etwa 600 Mitglieder und hat seit 1987 auch wieder eine große Synagoge im Stadtzentrum.
In den 1990er Jahren wandten sich Hinterbliebene der Mannheimer Holocaust-Opfer mit einer Unterschriftenliste an die Stadtverwaltung, um für ein Mahnmal zu werben. Im Mai 2001 lobte der Mannheimer Gemeinderat nach einmütigem Beschluss einen künstlerischen Wettbewerb aus, den der Bildhauer Jochen Kitzbihler gewann. Die technische Umsetzung erfolgte unter der Leitung des Architekten Helmut Striffler.
Mit den Namen auf dem Mahnmal werden der Stadt, so der damalige Oberbürgermeister Widder anlässlich der Übergabe des Mahnmals am 25. November 2003, zumindest symbolisch die Menschen zurückgegeben, die während der Zeit des Nationalsozialismus aus dem Leben in der Stadt herausgerissen worden waren. Jüdische Mannheimer wurden bedroht und gepeinigt, dann deportiert und schließlich von den Nationalsozialisten in den Vernichtungslagern ermordet. Die durch den Glaskörper gebildete Leere inmitten der belebten Einkaufsstraße verdeutliche die Lücke, die sie hinterlassen haben.

## Weitere Mahnmale in der Stadt
Auf dem Bahnhofsvorplatz erinnert ein zunächst ganz alltäglich aussehender Pfeil-Wegweiser mit schwarzer Schrift auf gelbem Grund „Gurs 1170 km“ an die Deportation von 1940.